# Rivoluzione cubana

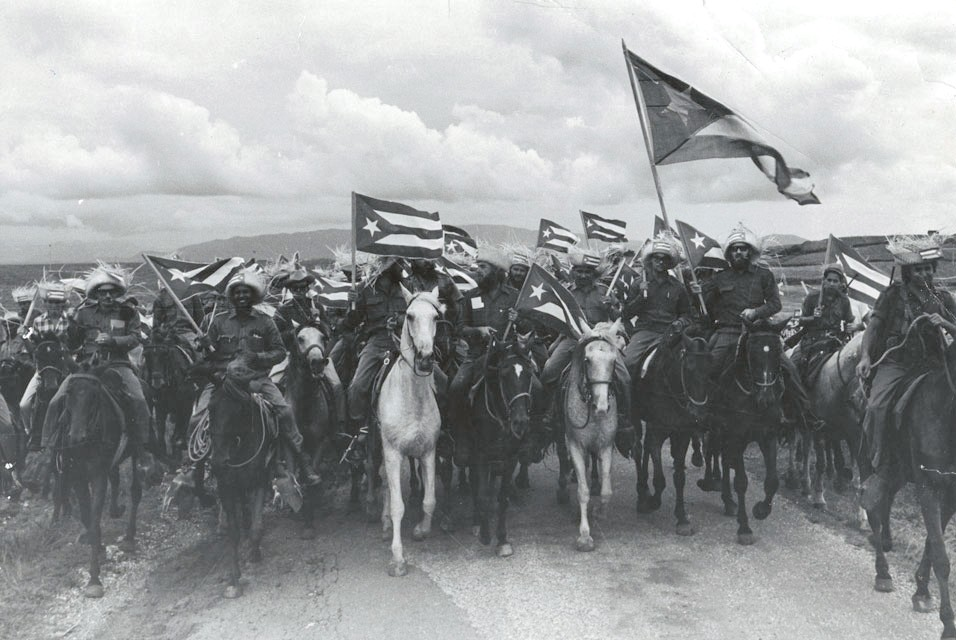
Gruppo di rivoluzionari a cavallo nel 1959, dopo il trionfo della Rivoluzione.

La Rivoluzione cubana fu il rovesciamento del dittatore cubano Fulgencio Batista da parte del Movimento del 26 di luglio, spesso abbreviato in "M 26-7" e l'ascesa al potere di Fidel Castro. Il termine è anche usato per indicare il processo, ancora in atto, che tenta di costruire una società tendenzialmente egualitaria secondo i principi marxisti, messo in atto dal nuovo governo cubano dal 1959.
Tutto ebbe inizio con l'assalto alla caserma Moncada, avvenuto il 26 luglio del 1953, e finì il 1º gennaio del 1959, con la fuga di Batista da Cuba; Santa Clara e Santiago di Cuba furono prese dalla milizia popolare (Ejército Rebelde) guidata da Fidel Castro, Ernesto Che Guevara, Raúl Castro, Juan Almeida e Camilo Cienfuegos.

## L'assalto alla Caserma Moncada

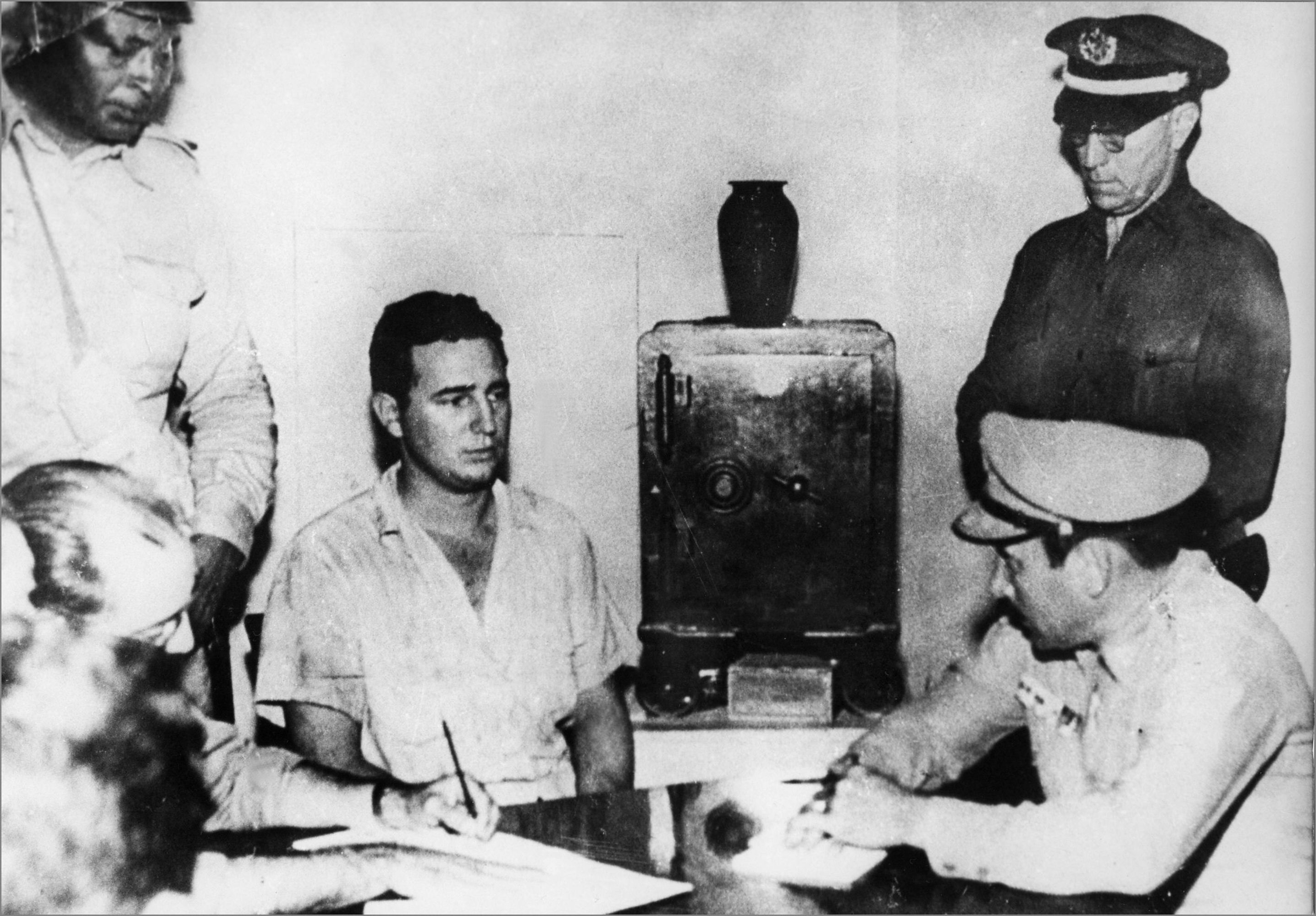
Fidel Castro in arresto dopo l'assalto alla caserma Moncada

A seguito del colpo di Stato avvenuto nel marzo 1952, in cui le forze guidate dal generale Fulgencio Batista rovesciarono il governo di Carlos Prío Socarrás annullando le imminenti elezioni presidenziali, Fidel Castro, un giovane avvocato e attivista politico, candidato al Parlamento, presentò una denuncia in tribunale per violazione della Costituzione. Ma tale denuncia cadde nel vuoto. In risposta, lo stesso Castro orchestrò il 26 luglio 1953, guidando un gruppo di ribelli, l'attacco alla base militare Moncada di Santiago di Cuba, con il principale scopo di impossessarsi del suo arsenale e dotare i militanti del proprio gruppo di rivoltosi delle armi necessarie a intraprendere la lotta armata. L'attacco fu pianificato male e si svolse in modo maldestro. Alcune fonti sostengono che Fidel Castro avesse tenuto all'oscuro dei suoi piani la grande maggioranza dei partecipanti, simulando un'esercitazione paramilitare e mettendoli dinnanzi al fatto compiuto soltanto poco prima dell'azione. L'assalto fallì miseramente e la maggioranza dei ribelli furono catturati o uccisi. Molti dei prigionieri furono successivamente torturati e uccisi. Tra i sopravvissuti in grado di mettersi in salvo ci furono Fidel e Raul Castro, che furono tuttavia arrestati circa una settimana dopo. Il processo che seguì passò alla storia per l'appassionata autodifesa dell'avvocato Fidel Castro e per la sua celeberrima arringa difensiva "La storia mi assolverà". I ribelli subirono pesanti pene detentive. Fidel Castro fu condannato a 15 anni, da scontare nella prigione sita sull'Isola dei Pini.

## Amnistia, esilio, e sbarco del Granma
Dopo poco meno di due anni di reclusione, nel maggio 1955, a seguito di un'amnistia, Fidel Castro, così come i suoi compagni, venne rilasciato. Nel corso del viaggio che dall'isola lo riportava a Cuba, Castro decise che avrebbe ufficializzato il nome della propria organizzazione, il Movimento 26 luglio (M26), in onore all'assalto alla caserma Moncada. Dopo un breve periodo, braccato dal clima di violenza che da un po' di tempo permeava la vita politica di Cuba, nonché nuovamente oggetto di mandati di cattura da parte della polizia, Fidel Castro si risolse a partire per un esilio volontario che lo avrebbe portato in Messico e negli Stati Uniti.
A Città del Messico Fidel Castro, tramite un gruppo di esuli compatrioti tra cui il fratello Raúl, conobbe un giovane medico argentino, Ernesto Guevara de la Serna, rivoluzionario che si appassionò moltissimo alla vicenda cubana tanto da aderire immediatamente al Movimento 26 luglio. In breve tempo, in seno ai vertici messicani del Movimento, si iniziò a progettare lo sbarco armato a Cuba, allo scopo di intraprendere la guerriglia e la sobillazione del popolo cubano contro il regime di Batista. Da Cuba e dal Sudamerica prevennero volontari a ingrossare le file del Movimento, e fu dato inizio ad un turbolento addestramento militare che da Città del Messico e dalla sua periferia portò i rivoluzionari sino a una fattoria sperduta a Chalco, che tuttavia fu rilevata dai servizi segreti cubani e, di conseguenza, smantellata dalle forze armate messicane, che arrestarono i membri del Movimento, salvo poi rilasciarli un mese dopo si ritiene a seguito del pagamento di un'ingente somma di denaro.
Per tutto il corso del reclutamento e dell'addestramento dei volontari, confidando nei suoi luogotenenti che si occupavano in prima persona di tutti gli aspetti connessi, Fidel Castro si impegnò massivamente nell'intessere legami politici e nel ricercare i fondi indispensabili per perseguire i progetti del Movimento. Tenne i contatti con gli esponenti del M26 rimasti a Cuba, si assicurò di aver voce sulla stampa nazionale, e viaggiò mantenendo un profilo basso negli Stati Uniti alla ricerca di finanziatori. Frattanto sul suolo cubano i disordini erano in aumento, e furono sventati alcuni colpi di stato fomentati da forze rivoluzionarie non legate al Movimento in nome o per conto di esuli politici tra cui l'ex presidente spodestato da Batista, Carlos Prío Socarrás. Proprio l'ex presidente Prío, colui che era stato violentemente attaccato in tribunale dal giovane avvocato e militante Castro ai tempi in cui era in carica, constatati i ripetuti insuccessi delle azioni sovversive contro il suo più grande nemico Batista, si risolse infine a diventare il principale finanziatore degli esuli del Movimento 26 luglio, fornendo il contributo economico decisivo nello spingere Fidel Castro e il suo gruppo ribelle ad intraprendere la spedizione del "Granma".
Dopo aver fatto perlustrare dal suo luogotenente Pedro Miret la zona in cui era previsto lo sbarco, nella provincia orientale ritenuta più favorevole alla guerriglia, grazie alla collaborazione di esponenti del M26 operativi a Cuba come Frank País e Celia Sánchez, Fidel Castro acquistò una vecchia imbarcazione chiamata Granma, ormeggiata presso la foce del fiume Tuxpan, da dove, malgrado la palese inadeguatezza della vecchia nave e le tremende condizioni meteorologiche previste, nella notte tra il 24 ed il 25 novembre 1956, insieme a Che Guevara, Raúl Castro, Pedro Miret e un manipolo di militanti del Movimento salpò in direzione delle coste cubane. Tra di loro era presente anche l'italiano Gino Donè Paro.
All'alba del 2 dicembre 1956 gli 82 ribelli imbarcati sulla "Granma" raggiunsero Cuba dopo una navigazione molto difficile. Paradossalmente il maltempo che aveva reso la traversata così difficoltosa impedì che l'imbarcazione potesse essere localizzata e affondata al largo. Naufragarono presso la Playa Colorada, in una palude di fango che non era il punto di approdo previsto. Le autorità cubane vennero a conoscenza dello sbarco in maniera quasi immediata, e le truppe di Batista si misero da subito sulle loro tracce. I ribelli ripararono verso la Sierra Maestra, camminando di notte e dormendo di giorno, ma furono traditi da un giovane guajiro, uno dei tanti contadini che popolavano la regione, che permise alle truppe governative di localizzarli e accerchiarli. La sera del 5 dicembre, in una radura ad Alegría del Pío, Fidel Castro e i suoi uomini vennero attaccati a colpi di mitragliatrice. Ventidue rivoltosi rimasero uccisi e molti furono catturati. Dei superstiti, una ventina si dileguarono senza lasciare traccia. Ernesto che Guevara fu, anche se in modo abbastanza lieve, ferito. Quando riuscirono ad allontanarsi dal pericolo, nascosti tra la fitta vegetazione della Sierra, si ritrovarono in sedici. I ribelli riuscirono infine a riunirsi in una tenuta presso Plurial de Vicana, messa a disposizione da un simpatizzante del M26 soprannominato Mongo. Il 21 dicembre 1956 si ritrovarono tutti riuniti in quella finca. Erano in venti, tra cui i fratelli Castro, Che Guevara, Camilo Cienfuegos, Ramiro Valdés, e Juan Almeida.

## Inizio della guerriglia sulla Sierra Maestra
Riuniti nella finca di Plurial de Vicana, gli obiettivi dei superstiti ribelli, sempre capeggiati da Fidel Castro, divennero principalmente tre: trovare fiancheggiatori tra la popolazione della Sierra, di modo da avere un supporto continuo sia a livello di sussistenza che logistico; ingrossare le file dei propri militanti, sia grazie al reclutamento diretto di volontari guajiros che tramite l'invio di rinforzi da parte dei membri del M26 delle città; e infine impossessarsi di un arsenale militare che potesse metterli in condizione di iniziare una guerriglia. Frattanto, allo scopo di ripararsi dalle incursioni delle forze governative, era diventato imprescindibile spingersi sino alle vette più inaccessibili della Sierra per installarvi dei campi base.
Dopo aver condotto con successo l'assalto ad una caserma a La Plata, impossessatisi di armi e munizioni, i barbudos (così chiamati perché non avendo a disposizione rasoi e lamette si fecero crescere tutti la barba) si inerpicarono sino alla vetta più alta della Sierra, il Pico Turquino, dove si accamparono in una foresta difficilmente accessibile. I ribelli furono nuovamente traditi da un guajiro, Eutimio Guerra, il quale fu sul punto di condurre le truppe de Batista nel cuore del loro accampamento, prima che la sua delazione venisse scoperta e che fosse per questo giustiziato. Si narra che abbia dormito con una pistola a fianco di Fidel Castro avendo l'ordine di assassinarlo, ma che non abbia voluto procedere perché certo che non sarebbe riuscito a fuggire e a mettersi in salvo dopo aver commesso l'omicidio.
Nel frattempo il regime, allo scopo di mitigare la spinta rivoluzionaria serpeggiante in seno al Paese, tendeva a minimizzare l'operato dei barbudos, arrivando persino a dichiarare che Fidel Castro fosse rimasto ucciso. Il leader rivoluzionario, dal canto suo, non fece nulla per smentire queste voci per diverso tempo e, convinto di poter infiammare la popolazione, preparò un colpo di teatro in cui, sostanzialmente, annunciò in modo clamoroso la sua resurrezione. Condotto nel covo dei guerriglieri dall'esponente del Movimento 26 luglio Felipe Guerra Matos, il giornalista del New York Times Herbert Matthews intervistò Castro che, attraverso di lui, non si lasciò sfuggire l'occasione di lanciare il suo messaggio rivoluzionario al mondo, nel quale lasciò che si credesse che le forze del suo movimento fossero molto più ingenti di quel che erano nella realtà. L'intervista venne pubblicata sul New York Times sul finire del marzo 1957 ed ebbe una risonanza tale da portare l'eco della rivoluzione dei barbudos anche al di fuori di Cuba.
Giocando sulla sua presunta resurrezione, allo scopo di affascinare e sobillare il popolo cubano da sempre così attento ai simboli, Fidel, il giovane con la barba incolta forgiato dai Gesuiti, colui che aveva issato sulla vetta del Pico Turquino il busto dell'Apostolo José Martí e che aveva lui stesso formato la sua squadra di apostoli barbuti dediti alla causa di Cuba, aveva iniziato a girare per la Sierra, con l'aiuto di un prete simpatizzante per il M26, conferendo il battesimo a tutti i figli dei contadini che incontrava lungo la strada. Contestualmente, aveva dato ordine che venisse istituita una scuola itinerante attraverso la quale tutti i suoi guerriglieri potessero essere efficacemente acculturati e istruiti. Che Guevara, che era un medico e in generale un uomo dotato di notevole cultura, fu il cuore pulsante dell'iniziativa. La macchina di propaganda Castrista muoveva degli importanti passi. Fidel, desideroso di erigersi al ruolo di Messia salvatore della sua Patria, conosceva benissimo l'alto valore del consenso e la fascinazione garantita dall'incarnazione di taluni valori.
Nel frattempo, la guerriglia si sviluppava con frequenti e rapide incursioni su obiettivi nemici, seguite da altrettanto celeri ripiegamenti nelle proprie postazioni, tra la natura impervia delle alte vette della Sierra.

## Attacchi al regime e clima di instabilità
Parallelamente alla guerriglia della Sierra Maestra gli attacchi al regime, anche di gruppi non Castristi, andavano moltiplicandosi. Il 13 marzo 1957 un commando armato del Direttorio rivoluzionario, un potente gruppo sovversivo di matrice universitaria, attaccò il palazzo presidenziale e, malgrado fosse riuscito ad occupare tutti i piani dell'edificio, non riuscì a stanare Fulgencio Batista. In contemporanea, il leader del Direttorio José Echeverría, che era un nemico di vecchia data di Fidel Castro, aveva assaltato una stazione radiofonica per annunciare la morte del Dittatore e lanciare la costituzione di un governo provvisorio. Il colpo di Stato fallì di un soffio, e l'esercito represse l'azione rivoluzionaria nel sangue. Il leader dell'operazione José Echeverría rimase ucciso.
Frattanto uno dei dirigenti del M26 operativo nelle città, Frank País, provvedeva a inviare nella Sierra volontari che seguitavano a ingrossare le file dei barbudos, e l'esercito ribelle intensificò le sue sortite lampo contro gli avamposti del regime, come La Plata o El Hombrito. Fidel Castro, che dopo la morte di José Echeverría era sempre più visibile e credibile nei panni di principale leader rivoluzionario, proseguiva la sua battaglia propagandistica, non esitando ad ingigantire gli effetti delle sortite del proprio esercito allo scopo di infiammare in misura ancora maggiore gli animi della popolazione. Ed in tutta l'isola, d'altronde, attentati ed atti di sabotaggio contro il regime si moltiplicavano. Molti militanti del Movimento 26 luglio implicati nelle guerriglie urbane rimasero uccisi.
Nel giugno 1957 l'eco della guerriglia castrista si era ormai propagata ben oltre i confini cubani. Negli Stati Uniti il M26 destò un notevole interesse tanto che la CIA prese contatto col giovane leader cittadino della zona di Santiago, Frank País, per ottenere informazioni. Col beneplacito di Fidel Castro, País si rese disponibile all'incontro.
La morte di Frank País, giustiziato a sangue freddo in mezzo a una strada di Santiago, provocò un'ondata di reazioni emotive in tutta la provincia d'Oriente. Fidel Castro, informato sull'accaduto, dalla Sierra tuonò contro la brutalità del regime. la prematura scomparsa di Frank País aveva lasciato un vuoto difficilmente colmabile in seno alla direzione cittadina del Movimento, ed aveva rafforzato il comando di Fidel Castro e del suo esercito di barbudos.

## Territorio ribelle e propaganda
Lo sviluppo della guerriglia ribelle si assestò su una duplice strategia territoriale che prevedeva il consolidamento delle roccaforti acquisite senza disdegnare ambizioni di natura espansiva. Dopo oltre un anno di guerriglia, i barbudos detenevano il controllo di vaste zone soprattutto montane della provincia d'Oriente. Fidel Castro aveva diviso le forze organizzandole in alcune colonne, ciascuna accampata nella propria area di competenza, che avevano il compito di consolidare la loro posizione nei territori occupati, seguitando a condurre azioni di guerriglia tese a destabilizzare le forze governative e a conquistare nuove porzioni di territorio. Frattanto Fulgencio Batista, occupato a sedare i moti insurrezionali cittadini, continuava erroneamente a ritenere che il teatro di scontro più importante fosse l'Avana.
A capo delle colonne, Fidel nominò dei comandanti ai quali affidò la gestione delle operazioni e delle truppe, personaggi che avrebbero legato indissolubilmente il loro nome alla rivoluzione cubana. Che Guevara fu posto al comando della colonna 4, inizialmente con base a El Hombrito. Tale campo base rivestì una notevole importanza strategica in quanto il Che vi fece installare, tra le altre cose, un ospedale militare, una scuola, un'armeria e una prigione. Con la sua colonna, Che Guevara si rese subito protagonista del vittorioso assalto alla caserma del Bueycito nei pressi del paese di El Dorado, che consentì ai rivoluzionari di dotarsi di nuove armi e munizioni, e si impegnò massivamente nel portare avanti una campagna di alfabetizzazione sia dei guerriglieri che della popolazione. Perorò la fondazione di un giornale, El Cubano Libre, che ebbe il compito, in totale accordo con la propaganda portata avanti da Fidel Castro, di diffondere le idee e le azioni dei ribelli. Mentre all'Avana gli esponenti cittadini del M26 si rendevano protagonisti di attentati dinamitardi che destabilizzavano e assorbivano buona parte delle attenzioni del regime di Batista, sulla Sierra la guerriglia proseguiva incessante con alterne fortune. Il campo di El Hombrito fu preso di mira e devastato dall'esercito regolare e Che Guevara riuscì a mettersi in salvo ma subì una ferita al piede. Ciò nonostante, malgrado la distruzione del suo campo, il Che conservò la fiducia di Castro, il quale lo invitò a conservare i suoi gradi e riorganizzare la sua colonna, che fondò una nuova base a La Mesa, in un punto più alto e più difficilmente accessibile.
Le altre colonne furono affidate rispettivamente a Camilo Cienfuegos, il quale si rese protagonista di imprese epiche, tanto che a Cuba sarà ricordato come uno dei più grandi eroi della rivoluzione, al quale Fidel affidò il territorio nei pressi di Bayamo, nel nord della provincia; a Juan Almeida, nel territorio a nord di Santiago; a Raúl Castro, cui nel marzo 1958 venne affidato il compito di aprire un nuovo fronte a est, nella Sierra de Cristal, e la cui colonna venne nominata Frank País in onore al giovane leader rivoluzionario ucciso; a Huber Matos, il professore della Sierra che aveva sostenuto i ribelli dalla Costa Rica occupandosi direttamente di rifornirli di armi e munizioni.
Fidel aveva tenuto per sé la colonna 1, e si era asserragliato a La Plata, in un punto molto alto da cui era in grado di dominare con lo sguardo la parte meridionale della provincia d'Oriente, e che era quasi irraggiungibile poiché protetto da alcune fortificazioni naturali, decine di gole, che avrebbero reso impossibile un qualsiasi assedio armato da parte delle forze governative. Si dotò, tra le altre cose, di una scorta femminile cui diede il nome di Las Marianas, composta da una decina di Amazzoni con cui, a scopo propagandistico, non esitava a farsi fotografare per destinare le immagini alle pagine di giornali e rotocalchi. Diede avvio a una campagna di colonizzazione consensuale delle montagne e dei contadini, affiancando alle iniziative di alfabetizzazione del Che un'attiva collaborazione dei propri uomini con le attività di raccolto dei guajiros. La propaganda della macchina rivoluzionaria castrista diveniva via via sempre più forte.

## RadioRebelde
Da un'iniziativa di Che Guevara, il 24 febbraio 1958, nacque a La Mesa Radio Rebelde, la stazione radio che in breve si trasformò in uno dei più potenti mezzi di propaganda della rivoluzione Castrista. Sulla base della sua precedente esperienza in Guatemala, quando a fianco alla futura moglie Hilda Gadea aveva vanamente sostenuto il governo populista di Jacobo Arbenz Guzmán contro il riuscito golpe appoggiato dalla CIA, e in cui i ribelli avevano affidato la loro propaganda alla frequenza radiofonica La Voz de la Liberación, il Che si rese conto che i barbudos non avrebbero potuto - come invece era avvenuto alla sua fazione in Guatemala - lasciare l'informazione nelle mani del nemico. Fidel Castro comprese pienamente l'importanza dell'iniziativa, e la stazione radio venne trasferita a La Plata in primavera, poco dopo il fallimento di uno sciopero nazionale indetto da Fidel stesso e ostacolato da molteplici difficoltà organizzative.
Dal canto suo, il leader della rivoluzione utilizzò la frequenza radio per diffondere notizie e resoconti, che fossero veritieri, volutamente esagerati, o inventati; il tutto allo scopo di diffondere le gesta dei ribelli e di destabilizzare le forze governative. All'interno del suo sofisticato schema di propaganda, Castro si premurò di fare in modo che la sua voce e le sue intenzioni arrivassero oltre ai confini cubani, principalmente allo scopo di rassicurare l'opinione pubblica internazionale (ma soprattutto il governo statunitense) che la sua rivoluzione fosse tesa all'instaurazione di una repubblica democratica, e che soprattutto nulla avesse a che fare con il Comunismo.

## Il ruolo degli Stati Uniti
Nel corso della storia della sua giovane indipendenza, Cuba era stata sin da subito oggetto di interesse per gli Stati Uniti. Il regime di Fulgencio Batista poteva essere a tutti gli effetti considerato un regime filo-americano, impegnato nel difendere e favorire i ricchi interessi economici delle multinazionali U.S.A. (United Fruit Company in primis) e nel contrastare ogni eventuale pericolo comunista che si affacciasse sull'isola. L'Avana era ormai diventata una Las Vegas dei Tropici. Per contro gli americani si erano impegnati in massicci investimenti e rifornivano regolarmente di armi e mezzi militari il regime. Nel corso della guerriglia, tuttavia, lo scenario incominciò a cambiare. Attentati, omicidi, e sabotaggi si susseguivano, nelle campagne come nelle città; gli interessi statunitensi nell'isola finirono per essere danneggiati, e soprattutto l'opinione pubblica esigeva che fosse garantita la sicurezza degli oltre 5000 cittadini statunitensi residenti a Cuba. L'amministrazione U.S.A. aveva messo a disposizione di Batista ingenti mezzi, eppure il Generale non era riuscito né a sedare né a limitare la rivolta. Nondimeno, l'opinione pubblica internazionale, e soprattutto quella statunitense, dava evidenti segni di non essere più disposta a tollerare i metodi grossolani e brutali del regime, con le sue esecuzioni sommarie e con le sue azioni disordinate e imprudenti che sacrificavano senza troppi scrupoli civili inermi.
Il Congresso americano richiese al Dipartimento di Stato un rapporto economico dettagliato sulle consegne di armi al governo cubano, ed il 14 marzo 1958 decretò l'embargo sulla consegna di attrezzature militari verso l'isola. Fu un colpo duro per Batista, malgrado le rassicurazioni ricevute dalla Casa Bianca riguardo al fatto che il provvedimento sarebbe stato solo temporaneo. È legittimo ipotizzare che un qualche ruolo nella vicenda possa averlo giocato anche l'atteggiamento smaccatamente propagandistico di Fidel Castro che, grazie anche all'intercessione di alcuni luogotenenti domiciliati negli Stati Uniti, aveva intensificato le sue interviste ai media americani con cui recitava costantemente la parte del convinto democratico amico del popolo statunitense.
Per parte loro, i servizi segreti americani possedevano una lunga serie di dossier sul leader della rivoluzione, e tuttavia Fidel continuava a risultare enigmatico. Ad ogni modo, chiamati a pronunciarsi sul dubbio che Castro potesse rappresentare un pericolo comunista, malgrado gli inquietanti resoconti a tal proposito degli orientamenti e delle frequentazioni del fratello Raúl, riferirono che non rappresentasse un pericolo. Ancora una volta le straordinarie doti politiche e mediatiche di Fidel erano riuscite a dissimulare alla perfezione le sue reali intenzioni.

## L'operazione Verano
Il 24 maggio 1958 ebbe inizio, da parte delle truppe del regime di Batista, la prima vera offensiva contro i ribelli della Sierra: l'Operazione Verano. Il piano era quello di scovare gli appostamenti dei rivoluzionari e di accerchiarli sino a sbaragliarli. Ai battaglioni di terra furono affiancate forze aeronautiche incaricate di effettuare massicci bombardamenti. Le stime sugli effettivi impiegati non sono univoche, ma è comunemente assodato che il numero di soldati fosse nettamente maggiore rispetto al numero di guerriglieri. Alcune fonti riportano 12000 unità; altre poco più che 10000; altre ancora qualcosa in meno, specificando oltretutto che la gran parte dei soldati fosse stata impiegata per presidiare zuccherifici e campi di coltivazione di caffè e canna da zucchero, a difesa dei sempre più ripetuti attacchi operati dai ribelli.
Ai successi iniziali dell'offensiva seguì una fase di stallo, dovuta a diversi fattori tra cui: la geografia impervia della Sierra, molto più adatta alla guerriglia che ad un esercito regolare; la cattiva gestione delle operazioni e delle truppe, che divenivano via via sempre più demoralizzate, disunite, e dilaniate da conflitti interni e diserzioni; la cessazione dei bombardamenti nelle zone occupate dai ribelli imposta a Batista dal governo statunitense.
La cessazione dei bombardamenti su tutta la provincia d'Oriente ebbe pesanti implicazioni politiche, ed ancora una volta ribadì le formidabili doti strategiche, propagandistiche, e politiche di Fidel Castro. Attraverso i media statunitensi, il leader dei barbudos inaugurò una veemente campagna di denuncia contro Batista, accusandolo di far uso di ordigni di fabbricazione americana malgrado l'embargo recentemente imposto e chiedendo che gli U.S.A. intervenissero ufficialmente per fare in modo che i bombardamenti cessassero. Le autorità americane preposte si allinearono alla posizione di Castro, denunciando il fatto che Batista stesse oltretutto violando il programma di assistenza militare relativo all'utilizzo di armi e competenze di provenienza statunitense, poiché il loro uso doveva essere riservato esclusivamente alla lotta contro il Comunismo. E Fidel Castro, da quel punto di vista, non era in quel momento ritenuto un pericolo. Nondimeno Fidel, allo scopo di esercitare ulteriori pressioni sul governo U.S.A. perché intercedesse in favore dell'allentamento della pressione armata delle forze governative nella provincia d'Oriente, avallò rapimenti di cittadini americani senza tuttavia rivendicare un suo diretto coinvolgimento in tali vicende.
Particolarmente significativo, da questo punto di vista, fu il rapimento operato il 26 giugno 1958 da Raúl Castro, che vide coinvolti 49 cittadini statunitensi, tra cui alcuni marines ed alcuni membri amministrativi dell'esercito. Immediatamente contattato dalle autorità americane, Raúl affermò di non essere da tempo in contatto con il fratello per via delle cattive condizioni di comunicazione e di aver agito in maniera autonoma. Per parte sua, Fidel confermò la versione, e si premurò di biasimare il fratello minore pubblicamente asserendo che tali metodi non dovessero in nessuna maniera essere contemplati nelle azioni della sua rivoluzione. E tuttavia chiosò fornendo a Raúl almeno una giustificazione, ossia il fatto che bisognasse pur trovare un modo, ancorché disperato, per difendersi dalle bombe, e lasciò intendere che lui fosse l'unica persona in grado di riportarlo a più miti consigli. Ancora una volta, Fidel Castro aveva raggiunto i suoi scopi. Al trapelare di presunte simpatie degli ostaggi nei confronti dei loro carcerieri, di lezioni di combattimento impartite dai marines ai ribelli, e di uomini che stessero iniziando a farsi crescere la barba per solidarizzare con i barbudos, il presidente americano Eisenhower, nel timore che i bombardamenti finissero per colpire anche le postazioni dove erano tenuti gli ostaggi e che questi rimanessero uccisi oltretutto per mano di ordigni di fabbricazione americana, intimò a Batista che i bombardamenti cessassero su tutto il territorio occupato dai ribelli.
Liberi dai bombardamenti e sfruttando l'onda lunga della disorganizzazione, delle dispute intestine, e delle diserzioni che attanagliavano le forze del regime, gli uomini di Castro fecero registrare una vittoria dietro l'altra: Merino, La Plata, Santo Domingo, Las Vegas de Jibacoa. Fino a che non registrarono il trionfo che di fatto pose fine alla fallimentare Operazione Verano, quando il 10 agosto 1958 le truppe della nuova colonna guidata dal Comandante Che Guevara sbaragliarono gli ultimi rinforzi inviati dall'esercito a Las Mercedes.
Contrariamente alle pratiche dell’esercito governativo, i rivoluzionari attribuivano grande importanza al rispetto per la vita dei prigionieri. A questo proposito, Fidel Castro dice: "Nella nostra guerra di liberazione nazionale, non vi è stato un solo caso di un detenuto torturato, nemmeno quando avremmo potuto trovare come pretesto la necessità di ottenere una informazione militare per salvare le nostre truppe o per vincere una battaglia. Non c’è stato un solo caso. Ci sono stati centinaia di prigionieri, poi migliaia, prima della fine della guerra; si potrebbero cercare i nomi di tutti, e non c’è stato un singolo caso tra queste centinaia, questi migliaia di prigionieri che subisse un’umiliazione, o addirittura un insulto. Quasi sempre rilasciavamo questi prigionieri. Ciò ci ha aiutato a vincere la guerra, perché ci ha dato un grande prestigio, una grande autorità contro i soldati nemici. Hanno creduto in noi. In un primo momento, nessuno si arrendeva; alla fine si arrendevano in massa". Il New York Times fece anche riferimento al buon trattamento riservato ai soldati prigionieri: "È il tipo di condotta che ha aiutato al signor Castro ad avere un’importanza straordinaria nel cuore e nelle menti dei cubani".

## La vittoria dei rivoluzionari
Dopo aver neutralizzato l'operazione Verano le truppe ribelli iniziarono la loro offensiva abbandonando le montagne nell'intento di conquistare anche la pianura e le città, dividendosi in due gruppi principali. I fronti nella Provincia d'Oriente (ora divisa in Santiago di Cuba, Granma, Guantanamo e Holguín) furono diretti da Fidel Castro, Raúl Castro e Juan Almeida. L'avanzata verso L'Avana fu invece affidata al comando di Ernesto Che Guevara e Camilo Cienfuegos, che procedettero seguendo un itinerario parallelo a tenaglia dirigendo due plotoni distinti.
Mentre le colonne d'Oriente consolidavano una leadership sul territorio ormai assodata, con Raùl Castro che aveva cominciato a riscuotere l'imposta rivoluzionaria e con Fidel che incassava e portava alla causa della rivoluzione le sempre più crescenti defezioni (anche di ufficiali di alto grado) in seno all'esercito regolare, Che Guevara e Camilo Cienfuegos avanzavano verso occidente superando ogni sorta di avversità e intemperie, incluse fame ed agguati. Inoltre, al loro incedere, diveniva sempre più evidente l'appoggio e il sostegno della popolazione. Nel frattempo, malgrado una notevolissima percentuale di astensioni nella provincia d'Oriente, nel novembre 1958 si tennero le elezioni presidenziali che furono vinte dallo stretto collaboratore di Batista, Andrés Rivero Agüero.
Mentre negli Stati Uniti l'amministrazione Eisenhower diveniva via via più allarmata dal sempre più evidente indottrinamento comunista di Raùl Castro e soprattutto dalla proliferazione di infiltrazioni comuniste in seno al M26, le colonne della provincia d'Oriente dilagavano facendo registrare vittorie significative. Il 20 dicembre le forze di Fidel Castro si impossessarono di Palma Soriano, una cittadina strategicamente importante situata a nord-ovest di Santiago, e contestualmente le province di Camagüey e di Las Villas si consegnarono letteralmente ai ribelli. Gli americani, ormai quasi certi di essere stati tratti in inganno dalla propaganda castrista, avendo già scaricato Batista da tempo, furono persino sul punto di imbastire un golpe improvvisato, nel disperato tentativo di scongiurare un pericolo che ormai si era materializzato. Ma era evidentemente troppo tardi per intervenire, e così organizzarono (cercando tuttavia di non figurare) un incontro tra Fidel Castro ed il generale Cantillo, uno dei principali esponenti dell'esercito di Batista, per concordare una presa di potere congiunta e la consegna dello stesso dittatore alla giustizia rivoluzionaria. L'incontro avvenne, e tuttavia Castro era già stato informato dai membri del M26 dell'Avana del fatto che Cantillo fosse manovrato dagli Stati Uniti. Nondimeno, sentendosi in posizione di forza per via delle continue conquiste, declinò l'alleanza.
Nel frattempo le forze di Che Guevara avevano assaltato con successo la caserma di Formento, e si stavano spingendo in modo molto deciso verso Santa Clara. Frattanto, Camilo Cienfuegos e le sue truppe davano l'assalto alla fortezza di Yaguajay.
Alle porte di Santa Clara, Che Guevara ed il suo principale ufficiale Ramiro Valdés, stimando le forze nemiche in 3200 unità ed essendo alla testa di un gruppo di non più di 400 uomini, decisero di tentare il tutto per tutto affidando a un plotone capeggiato da un guerrigliero soprannominato el Vaquerito l'assalto ad un treno che trasportava rinforzi, armi e munizioni al contingente dell'esercito arroccato nella città che intendevano assaltare. L'impresa riuscì, e così Che Guevara decise di dare avvio all'assalto di Santa Clara, alle 5 del mattino del 29 dicembre. Frattanto, dopo diversi giorni di assedio, il 30 dicembre Camilo Cienfuegos espugnò infine Yaguajay, guadagnandosi l'appellativo di "El héroe del Yaguajay".
All'Avana intanto, il generale Cantillo persuase Batista a lasciare il Paese. Quest'ultimo, si affrettò ad informare ciò che restava degli esponenti del suo regime che era in procinto di lasciare Cuba, e affidò allo stesso Cantillo lo stato maggiore dell'esercito, o perlomeno di quella parte di esercito che era rimasta fedele al regime. Mentre il generale nella frenesia degli eventi tentava vanamente di formare un nuovo governo, contemporaneamente chiese a Fidel Castro un cessate il fuoco che cadde tuttavia nel vuoto. Nondimeno il leader dei ribelli, contrariato dalla fuga di Batista e dal maldestro e disperato tentativo di fermare l'ormai prossimo trionfo della rivoluzione, tuonò il suo malcontento da Radio Rebelde, invitando la popolazione a mettere in atto uno sciopero generale. Intanto a Santa Clara era giunta la notizia della fuga di Batista, che era partito per Santo Domingo nella notte del 1º gennaio. Le truppe dell'esercito dichiararono la loro resa, consegnando la città a Che Guevara e alle sue forze.
Fidel Castro, a questo punto, ordinò al Che e a Camilo Cienfuegos di marciare sull'Avana, e di impadronirsi dei campi militari di Columbia e La Cabaña. Contemporaneamente intimò alla guarnigione di Santiago di lasciargli strada e di arrendersi senza condizioni. Il generale Cantillo, dall'Avana, gli fece subito recapitare un messaggio di totale resa, in cui non esitava ad invitarlo a nominare per la Repubblica il Presidente chi ritenesse più opportuno. Il 2 gennaio 1959 Fidel Castro entrò a Santiago tra la folla in festa, nominò Manuel Urrutia Presidente, e designò Santiago come capitale provvisoria di Cuba.
Sei giorni dopo, l'8 gennaio 1959, Fidel Castro raggiunse l'Avana ed entrò trionfalmente in città mostrandosi alla folla su una jeep con la barba lunga e una divisa militare verde oliva. Aveva finalmente vinto la sua rivoluzione, sottraendo Cuba a Fulgencio Batista, fuggito dall'isola con i suoi fedelissimi e con i suoi milioni. Si stima che il numero delle persone rimaste uccise nel corso della rivoluzione siano state oltre 5000.

## Il governo socialista e le conseguenze politiche
Il 6 agosto 1960 il nuovo governo scelse la politica della nazionalizzazione di tutte le proprietà straniere sull'isola. Gli Stati Uniti risposero imponendo un embargo commerciale su Cuba.
Ci furono vari tentativi nordamericani di rovesciare illegalmente il nuovo governo, assumendo come "dittatura" la presidenza di Castro. Il più famoso fu il fallito tentativo di invasione con lo sbarco nella baia dei Porci. Durante la guerra fredda gli USA vedevano Cuba come un pericolo costante e una potenziale base strategica, ma dopo la cosiddetta "crisi dei missili" furono costretti a impegnarsi a non invadere l'isola. Diversi storici hanno calcolato in circa diecimila le vittime del nuovo governo attraverso fucilazioni o internamento in penitenziari particolarmente duri. Nel maggio 1961 furono chiusi tutti i collegi religiosi e le loro sedi confiscate, il 17 settembre vennero espulsi da Cuba 131 sacerdoti diocesani e religiosi stranieri.
Nel luglio del 1961 le Organizzazioni Rivoluzionarie Integrate (ORI) furono formate dall'unione del "Movimento del 26 di luglio" di Fidel Castro con i socialisti del "Partito Socialista Popolare" di Blas Roca e il "Direttivo Rivoluzionario 13 marzo" di Faure Chomón. Il 26 marzo l'ORI divenne il "Partito Unito della Rivoluzione Socialista di Cuba" (PURSC), che a sua volta si trasformò nel Partito Comunista di Cuba il 3 ottobre 1965, con Fidel Castro Ruz come primo segretario.